# Johann IV. von Raesfeld
Johann IV. von Raesfeld (* 1492; † 1551) war ein kaiserlicher Feldherr im Türkenkrieg, in welchem er 1532 Wien verteidigte. 1535 nahm er die Stadt Münster ein, um sie von der Tyrannei des Täuferreiches zu befreien. Er war Herr zu Raesfeld im Münsterland. Mit dem Tod seines jungen Sohnes Johann 1559 erlosch die Hauptlinie Raesfeld-Raesfeld des Gesamtgeschlechts Raesfeld im Mannesstamm.

Wappen derer von Raesfeld

## Herkunft
Johann IV. von Raesfeld entstammte dem westfälischen Adelsgeschlecht Raesfeld, und zwar der Hauptlinie auf Burg Raesfeld im münsterländischen Raesfeld, wo er auch 1492 geboren wurde. Seine seit 1487 verheirateten Eltern waren Johann III. von Raesfeld, Herr auf Raesfeld (* um 1450; † 1500), und Frederike geb. von Reede zu Satzfeld († 1536). Die Eltern hatten als weitere Kinder mindestens noch den Sohn Bytter, die Tochter Margarethe (verheiratet mit Hermann VIII. von Velen zu Velen) und die später kinderlos verstorbene Tochter Agnes (verheiratet mit Lubbert von Heiden zu Hagenbeck).

## Erbe von Burg Raesfeld
Nach dem Tod seines Vaters im Jahr 1500 übernahm zunächst die Mutter die Herrschaft auf Burg Raesfeld, da die Söhne noch minderjährig waren. Johann III. hatte noch auf dem Sterbebett verfügt, dass sein ältester Sohn, Bytter von Raesfeld, Burgherr werden sollte, doch Bytter überließ die Burg seinem Bruder Johann IV.
Ab 1523 war Johann IV. von Raesfeld alleiniger Burgherr, denn seine Mutter Frederike zog in ein eigenes Haus.

## Militärische Haupterfolge

### Verteidigung Wiens
Im Sommer 1532 wurde Johann IV. von Raesfeld zum Oberbefehlshaber des Reiterheeres der Kaiserlichen Armee gewählt und zog gen Wien, um die Stadt im Türkenkrieg zu verteidigen. Süleyman I. stand mit seinem Heer an der Grenze Österreichs. Doch da Kaiser Karl V. mit den protestantischen Reichsfürsten den Nürnberger Religionsfrieden im selben Jahr geschlossen hatte, veranlasste dies Süleyman, den kampflosen Rückzug anzutreten. Am 23. Juli 1533 wurde mit den Osmanen ein Friedensvertrag geschlossen. Zu einem neuen Angriff der Türken kam es erst 1537.

### Befreiung Münsters
1535 unterstützte Johann IV. von Raesfeld den Fürstbischof von Münster, Franz von Waldeck, als kommandierender Feldhauptmann bei der Belagerung und Einnahme der Stadt Münster und der Zerschlagung des Täuferreiches von Münster. Als Belohnung erhielt Johann IV. das Recht, eine Mühle in seinem Kirchspiel zu errichten, das Drostenamt in Ahaus als Lehen und 13.000 Goldgulden.

## Geburt eines Stammhalters und Unfalltod
Johanns IV. dritte Ehefrau, Irmgard geb. von Boyneburg (Ermgart von Bemmelsberg), schenkte im November 1550 einem Jungen, Johann, das Leben und damit dem 58-jährigen Johann IV. einen Stammhalter und Erben. Doch schon im Sommer 1551 starb der nunmehrige Familienvater Johann IV. von Raesfeld eines hastigen Todes, als er von einer schweren herabfallenden Eisenstange getroffen wurde.

## Erbstreit um Burg Raesfeld

### Erneute Heirat der Witwe und Tod des Stammhalters
Seine Witwe Irmgard heiratete 1558 Goswin von Raesfeld (* 1494; † 1579/80), einen entfernten Verwandten Johanns IV., aus der Linie Raesfeld-Ostendorf, der auf der Burg Twickel bei Delden das Drostenamt in der Twente ausübte. Irmgard zog mit dem 1550 geborenen Sohn Johann aus ihrer Ehe mit Johann IV. von Raesfeld zu ihrem neuen Ehemann Goswin von Raesfeld auf die Burg Twickel. Der junge Johann besuchte die Lateinschule in Deventer, doch starb er bereits 1559.

### Besetzung der Burg Raesfeld
Aus Sorge, die Burg Raesfeld und zugehörige Besitztümer und Rechte ohne den Erbsohn an die verwandten Herren von Velen, als Nachkommen einer Tochter Johanns III. von Raesfeld, zu verlieren, besetzte Goswin von Raesfeld, der Stiefvater des verstorbenen Erbsohnes, kurzerhand Burg Raesfeld und nahm das Erbe für sich ein.

### Prozess vor dem Reichskammergericht
Im Namen der nun eigentlich erbberechtigten Herren von Velen strengte der Fürstbischof von Münster, Bernhard von Raesfeld, einen Prozess vor dem Reichskammergericht in Speyer gegen seinen Verwandten Goswin von Raesfeld an. 1585 sprach das höchste deutsche Gericht per Beschluss den Nachkommen Hermanns IX. von Velen (* 1516; † 1584), der ein Sohn der Margarethe von Raesfeld (einer Tochter Johanns III. von Raesfeld) bzw. ein Neffe Johanns IV. von Raesfeld war, die Burg Raesfeld zu und beendete damit den Erbstreit. Irmgard von Boyneburg, die nach dem Tod
ihres zweiten Ehemanns Goswin von Raesfeld 1579/80 erneut auf Burg Raesfeld regiert hatte, musste nun die Burg mit ihren Kindern, die aus der Ehe mit Goswin stammten, verlassen.

## Nachkommen von Johanns IV. Schwester auf Burg Raesfeld
Hermann VIII. von Velen († 1521) hatte Johanns IV. Schwester Margarethe von Raesfeld geheiratet. Beider Sohn war Hermann IX. von Velen (* 1516; † 1584). Er war Statthalter und Drost im Emsland, zu Rheine und Bevergern und diente dem Fürstbischof von Münster als Hofmarschall. Seine Söhne wurden nach dem Beschluss des Reichskammergerichts in Speyer seit 1585 neue Besitzer der Burg. 1595 erhielt der jüngere Sohn, Alexander I. von Velen zu Raesfeld (* 1556; † 1630), bei der Teilung des Vermögens seines verstorbenen Vaters Hermann IX., den Raesfelder Besitz.
Dessen Sohn wiederum, also ein Urgroßneffe Johanns IV. von Raesfeld, war Alexander II. Graf von Velen zu Raesfeld (* 1599; † 1675), der westfälische Wallenstein genannt. Er übernahm 1630 die Burg, die er bereits längere Zeit eigenständig verwaltet hatte, und ließ sich die beschädigte Burg Raesfeld in den Jahren 1646 bis 1658 zu einem repräsentativen Residenzschloss als Mittelpunkt für sein angestrebtes Reichsfürstentum ausbauen. Seine Nachfahrin war Anna Therese von Velen, die Letzte dieses Grafengeschlechts. Sie hatte Clemens August Freiherr von Landsberg geheiratet, und seit 1792 wird von den Nachfahren offiziell der Namenszusatz Velen geführt. 1825 kam die Standesherrschaft Gemen mit Raesfeld in den Besitz der Linie Landsberg-Velen des Geschlechts Landsberg. 1840 wurde diese Linie als Landsberg-Velen und Gemen in den preußischen Grafenstand erhoben.